# Galleria De Cristoforis (1956)
La galleria De Cristoforis è una galleria commerciale di Milano che collega Corso Vittorio Emanuele a Via San Pietro all'Orto e Piazza del Liberty.

## Storia
La galleria, costruita nel 1956, prende il nome della famiglia De Cristoforis, che a proprie spese aveva costruito, nel 1832, la prima galleria De Cristoforis che collegava Corso Vittorio Emanuele II, Via San Pietro all'Orto e Via Monte Napoleone. Oltre al nome, la nuova galleria prende parzialmente le funzioni della precedente, anche se con una struttura e una cubatura molto più modeste.

## Caratteristiche
L'attuale galleria è un edificio in stile moderno e sorge a circa cento metri dalla galleria originaria di cui conserva la pianta a T: è costituita da un braccio poco più lungo degli altri che si apre su Corso Vittorio Emanuele, alla fine del quale ne partono altri due: quello di destra, che si immette in via San Pietro all'Orto, quello di sinistra, che sbocca su piazza del Liberty.